# 交響曲第1番 (ブラームス)
交響曲第1番ハ短調作品68（こうきょうきょくだい1ばんハたんちょうさくひん68、ドイツ語: Sinfonie Nr. 1 in c-Moll, op. 68）は、ヨハネス・ブラームスが作曲した4つの交響曲のうちの最初の1曲。1876年に完成した。ハンス・フォン・ビューローに「ベートーヴェンの交響曲第10番」と呼ばれ高く評価された。「暗から明へ」という聴衆に分かりやすい構成ゆえに、第2番以降の内省的な作品よりも演奏される機会は多く、最もよく演奏されるブラームスの交響曲となっている。

## 概要
ブラームスは、ベートーヴェンの9つの交響曲を意識するあまり、管弦楽曲、特に交響曲の作曲、発表に関して非常に慎重であった。通常は数か月から数年とされる作曲期間であるが、最初のこの交響曲は特に厳しく推敲が重ねられ、着想から完成までに21年という歳月を要した。ブラームスもこの後の交響曲第2番は短い期間で完成させている。
この作品は、ベートーヴェンからの交響曲の系譜を正統的に受け継いだ名作として聴衆に受け入れられ、指揮者のビューローには「ベートーヴェンの第10交響曲」と絶賛された。
ハ短調という調性はベートーヴェンの交響曲第5番（運命）と同じであり、また、第4楽章の第1主題はベートーヴェンの交響曲第9番第4楽章の「歓喜の歌」を思わせるものとなっている。ブラームスもそのことを十分意識していたととれる発言を残している。「暗黒から光明へ」という全体の流れもベートーヴェン的である。
以上のことから、ロマン派全盛時代に古典回帰を試みた新古典主義の代表的作品とかつては言われていた。しかし、20世紀に一時代を築くことになる新古典主義音楽の全盛時代を経験した現代の視点から見ると、オーケストレーションや和声の扱い、曲の構成などにおいて、ロマン派の特徴を備えていることがわかる。例えば、第1楽章冒頭の、ティンパニの強打に支えられた、高音域のヴァイオリンによる半音階的な旋律にもそれはあらわれている。

## 作曲の経緯・初演
着想から完成まで21年を費やしたが、決して遅筆ではないブラームスがこれほどの時間をかけたのは、ベートーヴェンの交響曲の存在が大きかったためである。
ブラームスが、自らも交響曲を書こうと思い立ったのは、22歳の時にロベルト・シューマンの『マンフレッド序曲』を聴いてからであるが、何よりも自らが交響曲を書く限りはベートーヴェンのそれに比肩しうるものでなければならないと考えていた。ビューローへの手紙には「ベートーヴェンという巨人が背後から行進して来るのを聞くと、とても交響曲を書く気にはならない」と書かれている。また、当時の聴衆にもベートーヴェンの交響曲を正統的に継ぐ作品を待ち望む者が少なからずいた。当時はワーグナーやリストといった新ドイツ楽派の作曲家は交響曲を古臭い形式と考え、それぞれが楽劇や交響詩といった新たなジャンルを開拓していた。一方で、交響曲はメンデルスゾーン、シューマン、ラフなどにより発表され、またブラームスと同時代に活動するブルックナーやドレーゼケ、ブルッフ、ドヴォジャークもすでに交響曲を発表していたが、それらは「ベートーヴェンの交響曲を正統的に継ぐ作品」という聴衆の期待には必ずしも十分に応えるものではなかった。
このため、ブラームスは最初の交響曲の作曲に際し、慎重を期し、集中して取り組んだ最後の5年間も、推敲に推敲を重ねた。（この過程で破棄された旋律は、ピアノ協奏曲第1番の第2楽章や『ドイツ・レクイエム』に転用されたという）1862年に第1楽章の原型と見られるものが現れており、具体的な形をとりだしたのはこの時期と考えられている。最終的に交響曲が一通りの完成を見たのはその14年後の1876年、ブラームス43歳のときであった。
初演は、1876年11月4日、フェリックス・オットー・デッソフ指揮、カールスルーエ宮廷劇場管弦楽団。初演後も改訂が続けられ、決定稿が出版されたのは翌年1877年。ジムロック社より出版された。初演稿と決定稿では第2楽章の構成がかなり違うが、近年は初演稿が演奏されることもある。
日本初演は1928年（昭和3年）10月14日、日本青年館に於いて開催された新交響楽団（現・NHK交響楽団）第35回定期演奏会の場にて、近衛秀麿の指揮により行われた。

## 楽器編成
- 木管
  - フルート: 2
  - オーボエ: 2
  - クラリネット: 2（楽章順に、B管、A管、B管、B管）
  - ファゴット: 2、コントラファゴット（第3楽章以外）: 1
- 金管
  - ホルン: 4（C管Es管各2、E管2、Es管H管各2、C管Es管各2）
  - トランペット: 2（C管、E管、H管、C管）
  - トロンボーン: 3（アルト、テノール、バス各1）（第4楽章のみ）
- 打楽器
  - ティンパニ
- 弦五部
  - 第1ヴァイオリン
  - 第2ヴァイオリン
  - ヴィオラ
  - チェロ
  - コントラバス（4弦）

ピッコロを欠きホルンが増強された点を除けば、ベートーヴェンの交響曲第5番と編成がほとんど一致する。また、第4楽章でのみトロンボーンが使用される点でも類似している。楽器の扱い方の点でも、たとえばベルリオーズの幻想交響曲で見られるような、あからさまな特殊奏法は要求されていない。一方、ホルンとトランペットについては、当時すでにヴァルヴ式楽器のものが普及した中で、ナチュラル管時代、あるいはヴァルヴ管への過渡期を想起させるような楽譜の書き方になっている。

## 演奏時間
約45分

## 構成
交響曲の定石通り4つの楽章で構成されているが、舞曲（メヌエットまたはスケルツォ）に相当する楽章を欠いている。また、楽章の調の構成は、5度の関係を基本とした古典的なものではなく、3度関係の調となっている（ハ短調 - ホ長調 - 変イ長調 - ハ長調）。
全曲を通して、「C-C♯-D」の半音階進行が曲を統一するモティーフとして重要な役割を果たしている。

### 第1楽章 Un poco sostenuto - Allegro
ハ短調、序奏付きのソナタ形式（提示部反復指定あり）、6/8拍子（9/8拍子）。
ティンパニを中心に、コントラファゴット、コントラバスという低音楽器がC音を8分音符で連打する力強いオスティナートの上に、ヴァイオリン、チェロの上向する半音階的な旋律と木管とホルン、ヴィオラの副旋律が交錯する序奏で始まる。（この序奏は主部よりあとに追加されたものである）　主旋律に含まれる半音階進行は、楽章の至る所に姿を現す。序奏冒頭部はティンパニ・ロールに載ってもう一度現われ、寂しげな木管の調べを経てアレグロの主部に入る。提示部には繰り返し記号があり、かつては繰り返して演奏されることはあまりなかったが、近年は繰り返しが行われる例も増えている。ソナタ形式の型通りに進行した後、終結部でも、「運命」のモットーの動機がティンパニと低音のホルンによるC音の連打に支えられ、ハ長調で静かに終結する。

### 第2楽章 Andante sostenuto
ホ長調、複合三部形式、3/4拍子。
緩徐楽章。オーボエ、第1ヴァイオリン、ホルンによる印象的なソロ演奏がある。構成は基本A-B-Aの三部で、Aはさらにa-b-cに分けられるので複合三部形式である。aは主に弦で奏でられる落ち着いた中に翳りのあるもの。bはaの主題を引き継いだものでオーボエのソロによって歌われる。cは冒頭に上昇の動機を持った動きのあるもので短調の色彩を加え、これがやはりオーボエのソロによる物寂しい嬰ハ短調のトリオBを導く。Bの中で低弦とフルートに第3楽章主題の断片が現れる。Aの再現部は単なるリピートではなく、ソナタ形式の再現部のように変奏され、よりドラマチックに、また長大化している。bはここでは第1ヴァイオリンのソロをメインに、オーボエのソロとホルンのソロにより奏される。続いてホルンのソロが主旋律を、第1ヴァイオリンのソロが装飾的に彩る。cはほとんどコーダで、冒頭の上昇の動機こそ控えめに現れるもののその先は歌われることはなく、曲は第1ヴァイオリンのソロが澄み切った嬰トの高音を伸ばす中、静かに結ばれる。
この楽章にはカールスルーエで初演されたときの初稿版があり、かなり曲の構成が異なる。これにはギュンター・ノイホルトやチャールズ・マッケラスらの指揮による録音があり、楽譜はヘンレ社の付録として見ることができる。

### 第3楽章 Un poco allegretto e grazioso
変イ長調、複合三部形式、2/4拍子。
間奏曲ふうの短い楽章。古典的な交響曲の形式にのっとれば、ここにはメヌエットかスケルツォが置かれるべきだが、ブラームスは4つの交響曲のすべてにおいて典型的な三拍子舞曲の第3楽章を置かなかった（第4番においてようやく本格的なスケルツォが登場するが、やはり二拍子である）。とはいえ「グラツィオーソ（優雅に）」という楽想指示には、メヌエット的な性格の楽章であるという作曲者の意図が現れている。A-B-A’という三部形式のA'部分で、ベートーヴェンの「歓喜の歌」にも似た最終楽章の旋律が暗示されるが、A主題自体が最終楽章の旋律を予告しているに近いものである。

### 第4楽章 Adagio - Più andante - Allegro non troppo, ma con brio - Più allegro
ハ短調（後にハ長調）、序奏付きのソナタ形式、4/4拍子。
第1楽章の序奏の気配が回帰したかのような重い序奏でゆっくりと始まる。序奏は2部構成。重い気配が弦楽器のピチカートと交代しながら駆け上がっていくと、頂点でティンパニ・ロールによってさえぎられ、ハ長調のアルペンホルン風の朗々とした主題がホルンによって歌われ、序奏の第2部に入る。この主題はクララ・シューマンへの愛を表しているとされ、クララへ宛てた誕生日を祝う手紙の中で"Hoch auf’m Berg, tief im Tal, grüß ich dich viel tausendmal!"（「高い山から、深い谷から、君に何千回も挨拶しよう」）という歌詞が付けられている。フルートがこれをリピートしたあと、トロンボーン・ファゴットがこの主題の先をさらにコラール風に続けて歌う。
以上の緩徐部分（序奏）が静かに終了すると、弦楽合奏が歌曲風の、16小節からなる二部形式の明確な楽節構造をとった第1主題をハ長調、アレグロ・ノン・トロッポで演奏し始める。この歌唱的主題はしばしばベートーヴェンの第九における歓喜の歌との類似性が指摘される。第2主題はアルペンホルンの動機「EDCG」のCをFisにおきかえたもので、これも弦楽合奏で演奏される。小結尾はホ短調となり高揚的な新しい句が登場し、提示部のクライマックスを形成していく。展開部は第1主題が原型で再現する。この第1主題は再現部で再現されないので、ここを再現部とし、本楽章には展開部がない、あるいは再現部内に展開部があるという見方もできる。またアルペンホルンの主題が第1主題なのであり、この歌唱的主題はアルペンホルンの主題から導かれた第1主題の派生的主題と見ることもできる。展開部では第1主題が展開され、そこからさらに楽想は広がってクライマックスを作っていくが、やはりティンパニ・ロールの強奏を迎えると、それを合図にアルペンホルンの主題が悠然と再現され、再現部に入る。歌唱的な第1主題は再現されないが、第2主題、小結尾は型通りに続く。コーダは、第1主題の冒頭の形を低弦楽器がオスティナートで繰り返しながら混沌の緊張を高めていくと、ピウ・アレグロ 2/2拍子の行進曲調に抜け出る。その行進の足が止まったところで、序奏部でトロンボーンとファゴットによって歌われていたコラール風主題がファンファーレとして高らかに奏でられる。最後に今までの動機が華やかな姿で次々と現れ、主和音の四連打を経て、壮麗に全曲を閉じる。

## 編曲・サウンドトラック
- TVアニメデビルマン最終回（1973年）：第1楽章冒頭を使用
- 風の歌（1978年NHKみんなのうた、作詞: 柴田陽平、編曲: 三枝成章、歌: 和田アキ子・杉並児童合唱団）：第4楽章アルペンホルン主題から第1主題までを編曲
- TVCMサントリーリザーブウイスキー　出演朝比奈隆（1984年）：第4楽章第1主題を使用
- TVCMサントリーピュアモルトウイスキー「響」（1995年）：第4楽章第1主題を使用
- TVCMデアゴスティーニ「週刊 蒸気機関車C62を作る」：第4楽章第1主題を使用
- 讃美歌第二編59番「すべてのもの統らすかみよ」：第4楽章第1主題を編曲
- アニメ銀河英雄伝説「第94話 叛逆は英雄の特権」：第4楽章第1主題を使用